# Wysokość gęstościowa
Wysokość gęstościowa (ang. density altitude) – wysokość według atmosfery wzorcowej, dla której gęstość powietrza byłaby równa gęstości zmierzonej w miejscu pomiaru.
Dla lotnictwa duża wysokość gęstościowa (otaczające powietrze ma małą gęstość) wpływa negatywnie na osiągi samolotu, zaś mała wysokość gęstościowa (otaczające powietrze ma dużą gęstość) ma pozytywny wpływ na osiągi. Duży wpływ może mieć to na przykład podczas rozbiegu samolotu na pasie startowym.
Uproszczona formuła na obliczenie wysokości gęstościowej (w stopach):
{\displaystyle DA\ [\mathrm {ft} ]=PA\ [\mathrm {ft} ]+120(OAT\ [^{\circ }\!\mathrm {C} ]-T_{ISA}\ [^{\circ }\!\mathrm {C} ]),}
gdzie:
{\displaystyle PA} – wysokość ciśnieniowa wyrażona w stopach,
{\displaystyle OAT} – zewnętrzna temperatura w °C,
{\displaystyle T_{ISA}=15\ ^{\circ }\!\mathrm {C} -2\ ^{\circ }\!\mathrm {C} /1000\ \mathrm {ft} \ H,}
{\displaystyle H} – rzeczywista wysokość w stopach.